# Siblizid
Siblizid, wird als Lehnwort aus dem Englischen synonym für die Geschwistertötung im Tierreich verwendet.
Geht die Tötung mit Kannibalismus einher, so spricht man von Adelphophagie (von griech. αδελφοί adelphoi = „Geschwister“ und φάγος phagos = „Fresser“).
Es gibt diverse Haiarten, bei denen der Siblizid bereits vorgeburtlich erfolgt. Diese uterine Adelphophagie, wurde unter anderem bei Sandtigerhaien nachgewiesen. Er tritt auf, sobald die größten Jungtiere ihren eigene Dottervorrat aufgebraucht haben und damit beginnen ihre zum Teil deutlich kleineren Geschwister zu fressen.
Ornithologen bezeichnen dieses Verhalten, dass unter anderem bei Greifvögeln auftritt, in der Regel als Kainismus.
Fakultativer Kainismus, der situationsabhängig auftritt, wird dabei von obligatem  Kainismus, der evolutionär angeboren ist, unterschieden.